# Liga Báltica (baloncesto)
La Liga Báltica o Baltic Basketball League (BBL) fue una competición de baloncesto fundada en 2004, tomando como referencia la Liga del Adriático, creada años antes. En ella participaban equipos de los Países bálticos: Estonia, Letonia y Lituania, además de equipos de Rusia y Finlandia. Perteneció a la Unión de Ligas Europeas de Baloncesto. Cesó sus actividades en 2018.

## Competición
En la actualidad, la competición se divide en dos grupos, denominados Elite Division y Challenge Cup Division. Los 10 equipos más potentes del Báltico compiten en la Elite Division, mientras que el resto lo hace en la Challenge Cup. El campeón de esta última competición asciende automáticamente a la primera división, mientras que el último de la Elite desciende. Existe también un puesto en promoción, que lo disputan en penúltimo clasificado de la primera con el segundo de la segunda.

## Palmarés
| Temporada   | Campeón         | Finalista          | Marcador       | Ciudad(es) de la final |
| ----------- | --------------- | ------------------ | -------------- | ---------------------- |
| 2004 - 2005 | Žalgiris Kaunas | Lietuvos Rytas     | 64:60          | Vilna                  |
| 2005 - 2006 | Lietuvos Rytas  | Žalgiris Kaunas    | 86:74          | Tallin                 |
| 2006 - 2007 | Lietuvos Rytas  | Žalgiris Kaunas    | 81:77          | Riga                   |
| 2007 - 2008 | Žalgiris Kaunas | Lietuvos Rytas     | 86:84          | Šiauliai               |
| 2008 - 2009 | Lietuvos Rytas  | Žalgiris Kaunas    | 97:74          | Tartu                  |
| 2009 - 2010 | Žalgiris Kaunas | Lietuvos Rytas     | 73:66          | Vilna                  |
| 2010 - 2011 | Žalgiris Kaunas | VEF Riga           | 75:67          | Kaunas                 |
| 2011 - 2012 | Žalgiris Kaunas | Lietuvos rytas     | 74:70          | Šiauliai               |
| 2012 - 2013 | BK Ventspils    | KK Prienai         | 91:69 y 70:73  | Prienai y Ventspils    |
| 2013 - 2014 | KK Šiauliai     | KK Prienai         | 62:57 y 78:66  | Prienai y Šiauliai     |
| 2014 - 2015 | KK Šiauliai     | Ventspils          | 68:70 y 88:80  | Prienai y Ventspils    |
| 2015 - 2016 | KK Šiauliai     | Tartu Ülikool/Rock | 74:81 y 102:76 | Tartu y Šiauliai       |
| 2016 – 2017 | Vytautas        | Pieno žvaigždės    | 85–88 y 89–74  | Prienai y Pasvalys     |
| 2017 – 2018 | Pieno žvaigždės | BK Jūrmala         | 98–80 y 76–68  | Pasvalys y Jūrmala     |